# Soumagne
Soumagne är en kommun i Belgien.   Den ligger i provinsen Liège och regionen Vallonien, i den östra delen av landet, 100 km öster om huvudstaden Bryssel. Antalet invånare är 16 142.
Omgivningarna runt Soumagne är en mosaik av jordbruksmark och naturlig växtlighet. Runt Soumagne är det tätbefolkat, med 319 invånare per kvadratkilometer.